# Водоврати
Водовра́ти (мак. Водоврати) — село у Північній Македонії, у складі общини Градсько Вардарського регіону.
Населення — 379 осіб (перепис 2002) в 99 господарствах.